# Łukasz Buzun

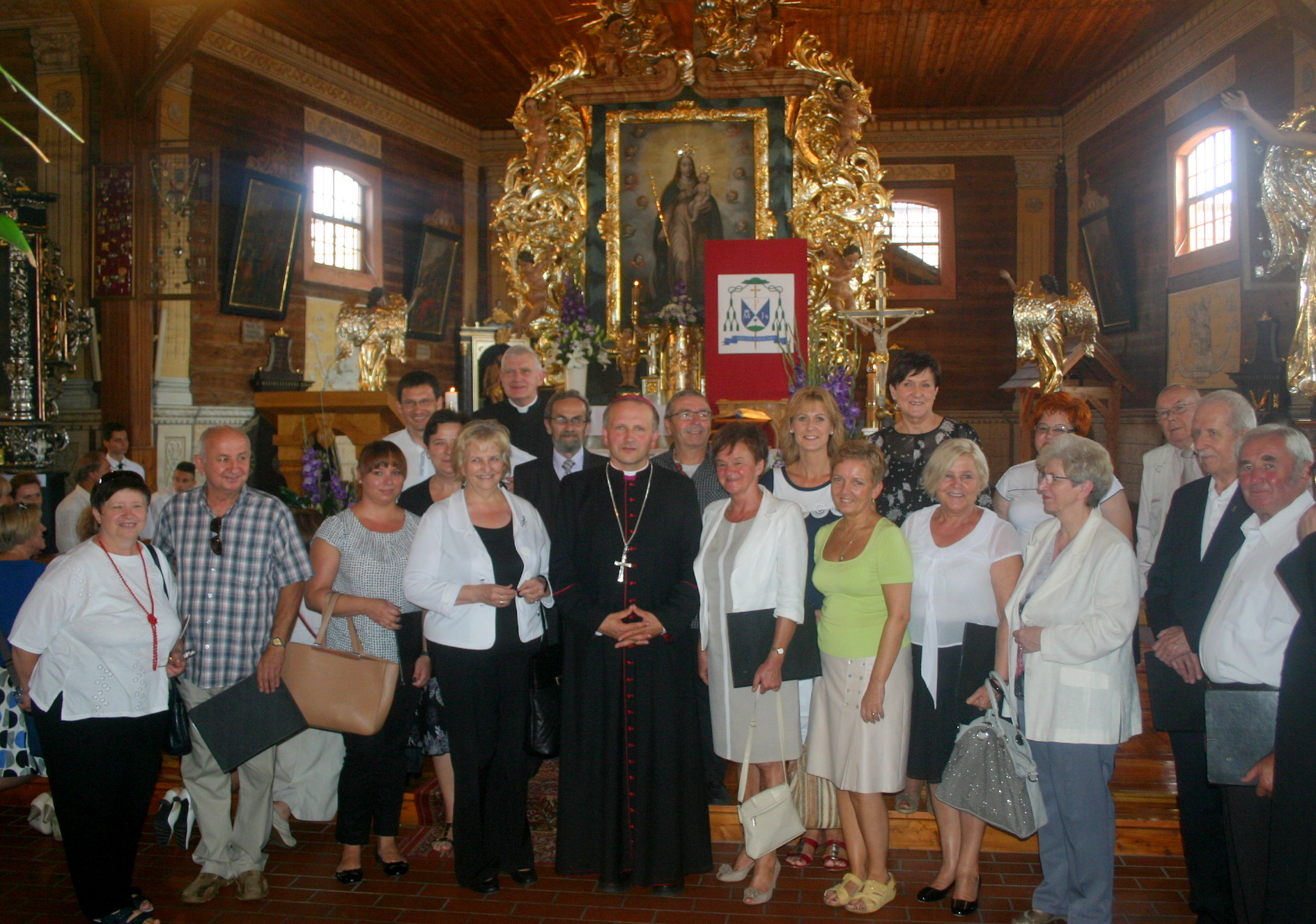
Bischof Łukasz Buzun und Chor der Konkathedrale von Ostrow Wielkopolski (2014)

Bischofswappen von Łukasz Buzun

Łukasz Buzun OSPPE (* 26. Februar 1968 in Korycin; Taufname Mirosław Buzun) ist ein polnischer römisch-katholischer Ordensgeistlicher und Weihbischof in Kalisz.

## Leben
Mirosław Buzun besuchte von 1975 bis 1978 die Grundschule in Czarnystok und anschließend die Schule in Jasionówka. Ab 1983 absolvierte er an der Mechaniker-Schule in Białystok eine Ausbildung zum Kfz-Mechaniker. Nachdem er das Abitur erlangt hatte, nahm er zunächst am Institut für höhere religiöse Kultur in Suwałki ein Studium auf. Am 12. Dezember 1988 trat er jedoch der Ordensgemeinschaft der Pauliner bei und absolvierte ab 1989 das Noviziat in Leśniowie. Er legte am 13. Januar 1990 die erste Profess ab und nahm den Ordensnamen Łukasz an. Ab 1990 studierte er Philosophie und Katholische Theologie am ordenseigenen Priesterseminar in Krakau. Er legte am 2. August 1995 im Kloster Jasna Góra in Tschenstochau die ewige Profess ab. Am 3. August 1995 weihte ihn der Weihbischof in Częstochowa, Antoni Długosz, zum Diakon und am 8. August 1996 empfing er in Jasna Góra durch den Erzbischof von Częstochowa, Stanisław Nowak, das Sakrament der Priesterweihe.
Buzun war nach der Priesterweihe zunächst als Seelsorger und als Katechet in der Pfarrei in Wieruszów im Bistum Kalisz tätig. Daneben setzte er 1999 seine Studien an der Päpstlichen Theologischen Fakultät in Breslau fort, an der er im Oktober 2002 ein Lizenziat im Fach Spirituelle Theologie erwarb. Ab 2003 lebte er im Paulinerkloster in Warschau. Von 2004 bis 2006 wirkte Buzun im Paulinerkloster in Włodawa und als Seelsorger in der dortigen Pfarrei St. Ludwig. Ab 2007 lebte er im Paulinerkloster in Jasna Góra, wo er von 2008 bis 2011 als Vizedirektor von Radio Jasna Góra fungierte. Dort übernahm er auch die Moderation von Sendungen zu den Themen Bibel, Ehe und Familie. Ferner war er am ordenseigenen Familienberatungszentrum in Jasna Góra und am Kriseninterventionszentrum in Częstochowa tätig. Darüber hinaus war er Beichtvater der Kamaldulenserinnen in Złoczew und der Ursulinen in Sieradz. Daneben wurde er 2010 an der Kardinal-Stefan-Wyszyński-Universität Warschau mit der Arbeit Chrystocentryzm życia duchowego w nauczaniu św. Józefa Sebastiana Pelczara („Der Christozentrismus des geistlichen Lebens in der Lehre des heiligen Józef Sebastian Pelczar“) zum Doktor der Theologie promoviert. Außerdem absolvierte er von 2009 bis 2013 in Krakau eine Ausbildung in Systemischer Psychotherapie. 2011 wurde Buzun Subprior und 2014 schließlich Prior des Paulinerklosters in Jasna Góra. Zudem lehrte er bereits ab 2010 Spirituelle Theologie an der Kardinal-Stefan-Wyszyński-Universität Warschau.
Am 5. Juli 2014 ernannte ihn Papst Franziskus zum Titularbischof von Chusira und bestellte ihn zum Weihbischof in Kalisz. Der Apostolische Nuntius in Polen, Erzbischof Celestino Migliore, spendete ihm 16. August desselben Jahres in der Basilika des Hl. Kreuzes und der Heimsuchung der Gottesmutter auf dem Jasna Góra die Bischofsweihe; Mitkonsekratoren waren der Bischof von Kalisz, Edward Janiak, und der Erzbischof von Częstochowa, Wacław Depo. Sein Wahlspruch Verba vitae aeternae habes („Du hast Worte ewigen Lebens“) stammt aus Joh 6,68 . Als Weihbischof ist Buzun zudem Generalvikar des Bistums Kalisz. Darüber hinaus gehört er dem Bischofsrat, dem Priesterrat, dem Konsultorenkollegium und dem Diözesanpastoralrat des Bistums an.
In der Polnischen Bischofskonferenz gehört Buzun dem Rat für Migration, Tourismus und Pilgerfahrten sowie der Kommission für die Institute des geweihten Lebens und für die Gesellschaften apostolischen Lebens, der Marianischen Kommission und der gemeinsamen Kommission der Bischöfe und der höheren Ordensoberen an.

## Wappen
Das Wappen von Łukasz Buzun setzt sich aus vier Feldern zusammen, die durch ein diagonales Feld geteilt werden. Das obere Feld zeigt ein Christusmonogramm. Im unteren Feld ist ein grüner Sockel zu sehen, der auf das Wappen der Gemeinde Korycin, die Heimatgemeinde von Buzun verweist. Die auf diesem Sockel stehende Palme ist das Symbol des Paulinerordens, dem Buzun angehört. In den horizontalen Feldern sind die Initialen M und J dargestellt, die für die Gottesmutter Maria bzw. den Heiligen Josef, der zugleich Schutzpatron des Bistums Kalisz ist, stehen. Die Krone über dem M verweist darauf, dass Maria die Königin von Polen ist. Hingegen symbolisiert die Lilie neben dem J Tadellosigkeit und Gehorsam. Die beiden vorherrschenden Farben, Weiß und Blau, stehen für Reinheit und das Firmament, das als Zeichen für Beständigkeit und Treue gilt.

## Schriften
- Chrystus – centrum życia duchowego. Studium z teologii duchowości na podstawie pism św. Józefa Sebastiana Pelczara (= Mistyka Polska. Band 109). Wydawnictwo Zakonu Paulinów Paulinianum, Jasna Góra/Częstochowa 2011, ISBN 978-83-8984365-4.
- Kierownictwo duchowe a psychoterapia. In: Paweł Gwiazda, Marek Tatar (Hrsg.): „To jest droga, idźcie nią!“ (Iz 30,21). Z zagadnień kierownictwa duchowego (= Mistyka Chrześcijańska. Band 113). Wydawnictwo Uniwersytetu Kardynała Stefana Wyszyńskiego, Warschau 2011, OCLC 1413408688.
- Chrystocentryczny wymiar świętości w ujęciu św. bpa Józefa Sebastiana Pelczara. In: Stanisław Urbański (Hrsg.): Świętość chrześcijanina (= Mistyka Chrześcijańska. Band 118). Wydawnictwo Uniwersytetu Kardynała Stefana Wyszyńskiego, Warschau 2012, OCLC 1371684767, S. 453–468.
- Tajemnica krzyża w nauczaniu św. bpa Józefa Sebastiana Pelczara. In: Włodzimierz Gałązka (Hrsg.): Oblicza polskiej duchowości (= Mistyka Chrześcijańska. Band 120). Wydawnictwo Uniwersytetu Kardynała Stefana Wyszyńskiego, Warschau 2013, OCLC 1369087157, S. 373–386.
- Chrystocentryzm cnót moralnych w nauczaniu św. Józefa Sebastiana Pelczara. In: Włodzimierz Gałązka (Hrsg.): Tylko służyć (= Mistyka Chrześcijańska. Band 146). Band 2. Wydawnictwo Uniwersytetu Kardynała Stefana Wyszyńskiego, Warschau 2016, OCLC 998743897.